# Dugong
El dugong (Dugong dugon) és el sireni actual més menut, únic representant del seu gènere i l'únic membre vivent de la família Dugongidae, que inclou també l'extinta vaca marina de Steller.

## Característiques
A més de la menor mida (3 metres de longitud i 200 quilograms de pes), es diferencia dels manatins en la forma bilobulada de l'aleta caudal, semblant a la d'un cetacis, la presència de restes de les extremitats posteriors en l'esquelet (no visibles des de l'exterior), la seva pelvis més primitiva i la seva peculiar dentició. Els adults no tenen molars i usen unes plaques còrnies per triturar l'aliment; a més d'això, els mascles presenten un parell d'incisius sortints anàlegs als dels elefants.

## Distribució
Es distribueix per zones costaneres dels oceans Índic i Pacífic. Zones costaneres de l'est d'Àfrica, des del Sinaí al sud de Moçambic, aigües de Madagascar, diverses illes de l'oceà Índic, l'Índia, Sri Lanka, la península de la Indoxina, Indonèsia, les Filipines, Nova Guinea i nord d'Austràlia. Per l'est arriben fins a les illes Salomó i la Polinèsia Francesa, i pel nord arriben fins a les illes de Hainan (Xina), Taiwan i les illes Ryukyu del Japó.

## Comportament
Es tracta d'un pacífic herbívor que s'alimenta únicament d'algues a les zones costaneres, on sol pasturar per les nits. La seva capacitat natatòria no és excessiva, ja que sol passar 15 minuts entre una immersió i una altra i poques vegades se submergeix a més de 10 metres de profunditat.
Igual que els manatís, no s'endinsen en aigües amb temperatures inferiors als 20° C, però a diferència d'ells, no ho fan en aigua dolça. Els dugongs viuen de forma solitària, en parelles o en petits grups familiars, encara que en alguns casos excepcionals s'ha documentat la presència de fins a 100 individus alimentant-se en una mateixa zona.

## Reproducció

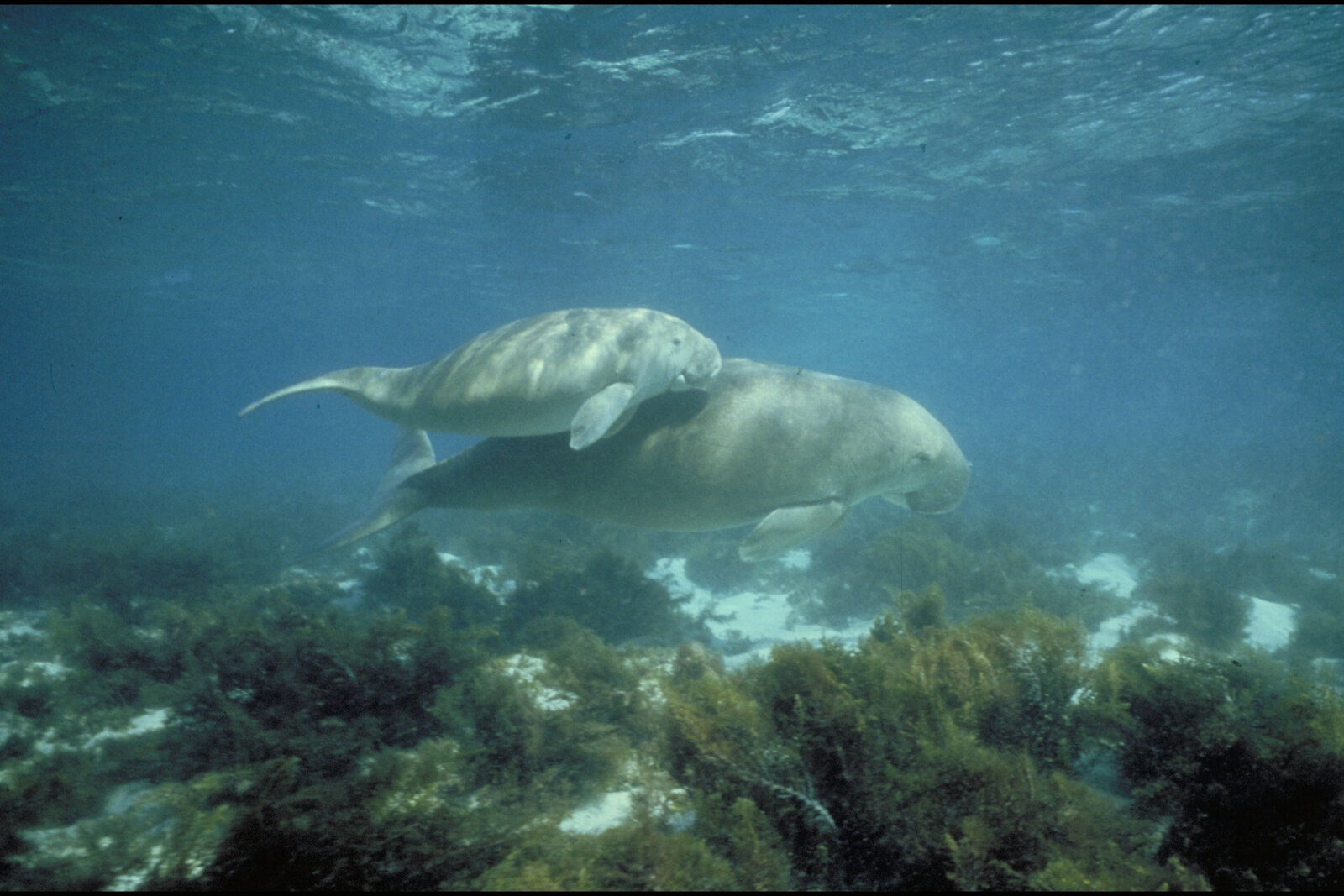
Dugong amb la seva cria

Assoleixen la maduresa sexual entre els 9 i els 15 anys d'edat, i l'esperança de vida màxima dels individus és de 50 anys (en casos excepcionals 70 anys).
L'aparellament ocorre en qualsevol època de l'any, si bé la majoria dels parts es produeixen entre juliol i setembre. Les femelles pareixen la seva primera cria a partir dels deu anys d'edat, i els següents parts a intervals d'entre 3 i 5 anys. Les femelles alleten les seves cries durant un any i mig com a màxim (tot i que també mengen algues durant aquest període) de forma similar a com ho fem els humans: les mares, amb el cap i espatlles fora de l'aigua, solen subjectar les seves cries mentre mamen dels dos mugrons que tenen entre les aletes. No és estrany, doncs, que es consideri els dugongs com els animals que van donar lloc al mite de les sirenes. La mateixa paraula dugong deriva del malai duyong, que significa, precisament, 'sirena'.

## Amenaces
La seva carn i el seu greix són molt apreciats en els mercats de l'oceà Índic, raó per la qual ha estat perseguit despietadament en moltes zones. A això cal afegir els accidents amb les hèlixs de les barques a motor i els casos en què queden atrapats en xarxes d'arrossegament. A causa d'això, la seva població s'ha ressentit en moltes zones i només ha millorat en aigües properes a Austràlia, a causa d'una protecció governamental més eficaç. A part de l'home, els dugongs compten amb els taurons i les orques com a únics depredadors.